# Alfred Blalock
Alfred Blalock (Culloden, 5 aprile 1899 – 15 settembre 1964) è stato un chirurgo statunitense.
Fu uno dei pionieri della medicina degli anni quaranta. Dopo aver passato anni a fare esperimenti sui cani riuscì a trovare una cura alla tetralogia di Fallot anche conosciuta come “morbo blu”.
Fu il primo ad eseguire l'anastomosi succlavio-polmonare seguendo la brillante intuizione della dottoressa Helen Taussig, che sosteneva che il problema si sarebbe risolto aumentando il flusso di sangue nell'arteria polmonare ristretta. Ma soprattutto si affidò all'intelligenza dell'assistente Vivien Thomas (1910 – 1985) che lo assistette per tutto il corso dello studio della malattia.

## I primi anni di studi

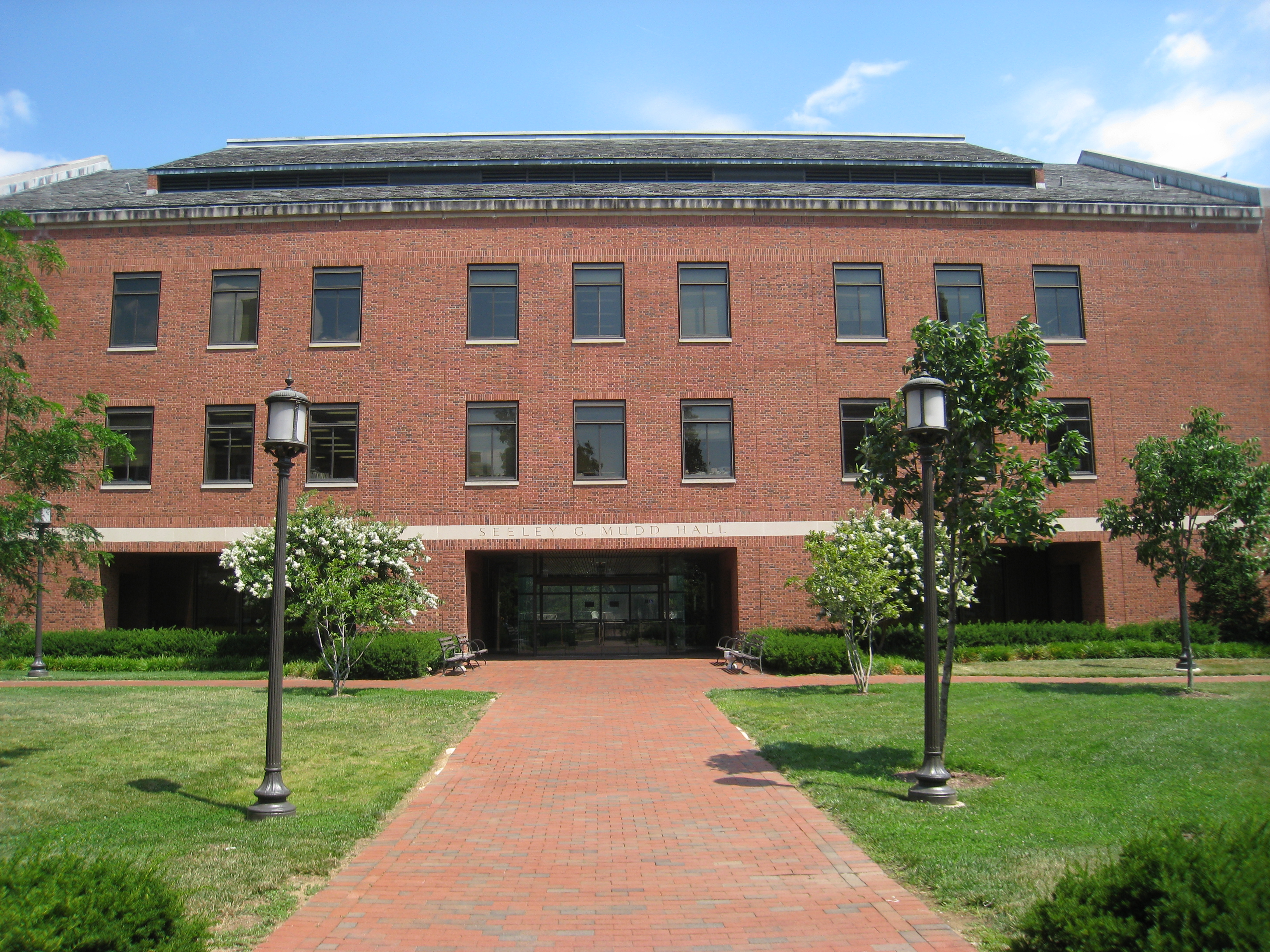
Mudd Hall, Johns Hopkins University, Baltimore, MD

Alfred Blalock, primo dei cinque figli nati da George Z. e Martha Davis Blalock, nasce a Culloden, in Georgia, il 5 aprile del 1899. Ancora giovane, si trasferisce con la famiglia a Jonesboro. Dopo essersi diplomato all'Università della Georgia con un titolo A.B., entra nel corso di medicina del Johns Hopkins Hospital (Baltimora), dove si laurea nel 1922. La sua decisione sull'indirizzo di studi da intraprendere è influenzato da un desiderio del padre, in occasione di un suo ricovero nel famoso ospedale di Baltimora. Nella speranza di ottenere un posto come chirurgo, completa il suo internato in urologia e diviene assistente nel reparto di chirurgia generale per un anno, dopo aver ricevuto una borsa di studio in otorinolaringoiatria. I suoi primi anni di attività sono segnati da importanti successi: una pneumectomia in un bambino di tre anni e una ricerca scientifica sulla relazione tra rimozione del tumore del timo e miastenia gravis.

## L'affermazione
Scaduto il contratto, nell'estate del 1925, è costretto a spostarsi a Boston per iniziare un internato in chirurgia al Peter Bent Brigham Hospital, ma, non soddisfatto, dopo un mese, accetta il ruolo di assistente di Barney Brooks, Professore di chirurgia e Primario del reparto nel nuovo ospedale di Nashville, il Vanderbilt Universiy Hospital. Nonostante il notevole impegno richiesto nell'insegnamento, porta avanti le sue innovative ricerche sulla natura e sul trattamento dello shock   introducendo l'uso di trasfusioni di plasma o di sangue intero, una tecnica che ha permesso di salvare molte vite durante la seconda guerra mondiale (esclusi i casi di lesioni in prossimità del cuore e dei grandi vasi sanguigni, come sostenuto dal giovane chirurgo militare inglese Dwight Harken).
Insieme al suo staff, primo fra tutti il assistente di colore Vivien Thomas, Dr. Blalock esegue degli esperimenti sui cani, riproducendo artificialmente diverse condizioni patologiche al fine di scoprirne eventuali trattamenti curativi; nel 1938, spinto dai suoi progressi teorici, esegue per primo un intervento di anastomosi succlavio-polmonare per indurre un'ipertensione in un paziente colpito da astenia neurocircolatoria, ma il suo tentativo fallisce.
Nel 1930 sposa Mary Chambers o'Bryan, dalla cui relazione nascono tre figli, William Rice, Mary Elizabeth e Alfred Dandy. A causa di un'infezione tubercolare deve interrompere la sua giovane carriera di chirurgo e si reca a Saranac Lake, in Svizzera e in altri paesi europei per sottoporsi alle cure. Guarito, dopo due anni, visita i laboratori di ricerca e le cliniche chirurgiche più all'avanguardia, per apprendere le nuove scoperte d'oltreoceano e sfruttarle per le sue ricerche.  Al ritorno al Vanderbilt, riprende le sue attività con un nuovo entusiasmo, dividendosi tra insegnamento, lavoro e ricerca. Nel 1938 diviene Professore di Chirurgia; nel 1939, a 40 anni, registra più di 100 articoli e pubblica una monografia intitolata “Principles of Surgical Care: Shock and Other Problems”.

## La fama mondiale

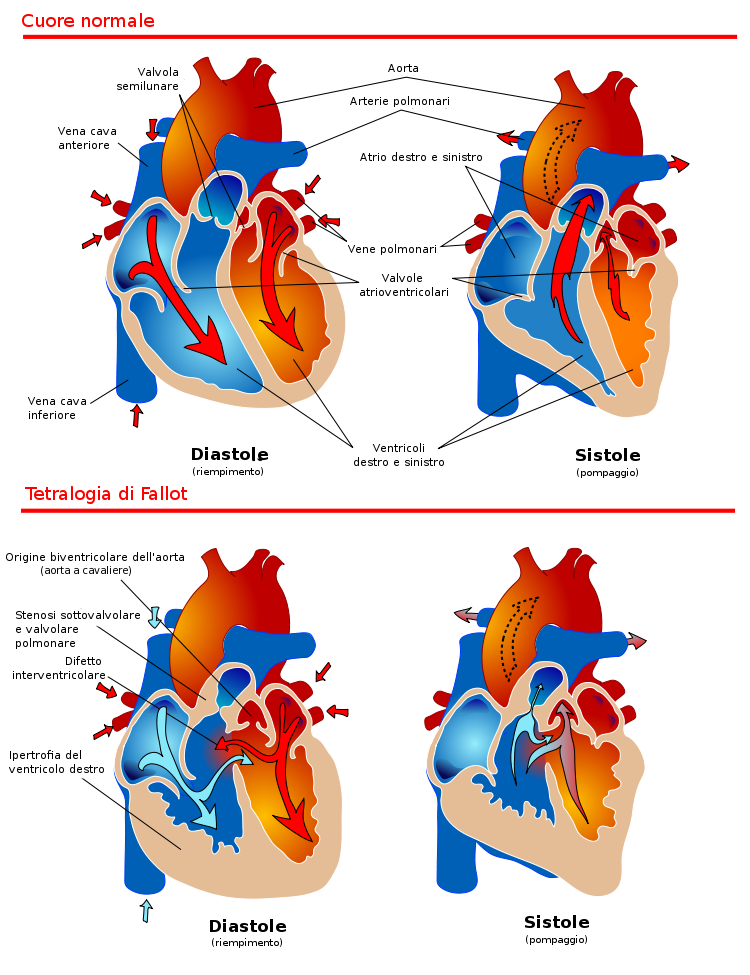
Confronto tra un cuore sano e uno affetto da tetralogia di Fallot

Nel 1941, accompagnato dal fedele assistente Thomas, torna al Johns Hopkins Hospital per ricoprire il duplice incarico di Primario del reparto di chirurgia e Professore e Direttore della Facoltà di Medicina, ruolo spettato a pochi uomini emergenti nel suo campo. Qui viene a conoscenza degli studi della collega Helen Taussig riguardo alla sindrome dei “bambini blu”, denominata Tetralogia di Fallot: la cianosi caratteristica è determinata da una serie di malformazioni cardiache, che impediscono il normale flusso di sangue ai polmoni e di conseguenza l'ossigenazione di tutto il sistema. Informata sui risultati dell'ultimo successo ottenuto da Blalock (una coartazione dell'aorta), la cardiologa propone di sottoporre i suoi giovani pazienti a un intervento simile, al fine di creare un nuovo passaggio di sangue dall'arteria ai polmoni ed aumentare il volume di sangue ossigenato.
L'assistente Thomas viene incaricato di ricreare in un cane le stesse condizioni di un bambino affetto da morbo blu e successivamente di correggerle mediante l'anastomosi dell'arteria polmonare alla succlavia; il primo cane, Anna, sopravvissuto a lungo a questo intervento è ricordato da un ritratto all'interno del Johns Hopkins.
Dopo due anni di studi su circa 200 animali, Blalock si convince della non letalità della procedura su un paziente umano e stabilisce di eseguire il primo intervento il 29 novembre 1944 su Eileen Saxon, una bambina di diciotto mesi: nonostante il supporto dell'esperto Thomas, l'operazione non riesce perfettamente a causa delle ridotte dimensioni dell'arteria polmonare, ma la piccola paziente riesce a sopravvivere per alcuni mesi. Successivamente, sottoponendo con successo al trattamento due bambini di sei e undici anni, la fama del chirurgo a livello mondiale si consolida: nel giro di un anno la “derivazione” (shunt) di Blalock-Taussig viene effettuata su più di duecento pazienti. Nel 1946 viene apportata una variante all'operazione per trattare una diversa malformazione congenita, la trasposizione dei grossi vasi (aorta e arteria polmonare): la settectomia atriale (Blalock-Hanlon shunt) permette al sangue di miscelarsi nell'atrio e non nell'arteria, come accade con la Blalock-Taussig.
Negli anni successivi viene insignito dei più importanti riconoscimenti da numerose Università: Rochester, Torino, Yale, Chicago, Lehigh, Emory, Georgetown e Saskatchewan; diventa inoltre Presidente delle più autorevoli associazioni mediche americane.
Dopo la morte della prima moglie, nel 1959 sposa Alice Waters, il cui supporto risulta fondamentale nel momento della malattia.
L'ultima apparizione pubblica del Dr. Blalock è in occasione dei festeggiamenti per il 75º anniversario della fondazione del Johns Hopkins, durante i quali viene a lui dedicata la nuova struttura di ricerca.
Muore di cancro nel 1964, tre mesi dopo aver terminato la sua notevole carriera. In suo onore è stato istituito The Alfred Blalock Resident Award, premio assegnato annualmente all'autore della migliore ricerca clinica (in particolare per nuovi approcci chirurgici), eseguita durante l'internato.
Nel 2012 un clamp di Blalock modificato è stato descritto dal prof. Francesco Petrella (Milano)  per il controllo dell'arteria polmonare in corso di resezione polmonare per cancro.

## Riconoscimenti
- Membro della National Academy of Science
- Membro della American Philosophical Society
- Chevalier de la Legion d'Honneur
- Passano Award
- Matas Award
- Albert Lasker Medical Research Award
- Gordon Wilson Medal
- Distinguished Service Award of the A.M.A.
- Premio Feltrinelli per la Medicina, conferito dall'Accademia dei Lincei nel 1954.[14]

## Opere
- With Helen Taussig, The Surgical Treatment of Malformations of the Heart, Journal of the American Medical Association, vol. 128, no. 3, pp. 189–202
- Shock: further studies with particular reference to the effects of hemorrage, 1934
- Theory of local loss of blood and fluid, 1940
- Shock or Peripheral Circulatory Failure, 1941

## Media
Il film Medici per la vita narra la storia parallela del dottor Blalock (interpretato da Alan Rickman) e del suo assistente Vivien Thomas (Mos Def), all'interno di una società non ancora pronta a valutare in modo obiettivo le capacità di un umile assistente di colore.